# Ivatsevіtjy rajon
Ivatsevitski Rajon (vitryska: Івацэвіцкі Раён, ryska: Ивацевичский район) är ett distrikt i Belarus.   Det ligger i voblasten Brests voblast, i den västra delen av landet, 200 km sydväst om huvudstaden Minsk.